# 8357 O'Connor
8357 O'Connor este un asteroid din centura principală de asteroizi.

## Descriere
8357 O'Connor este un asteroid din centura principală de asteroizi. A fost descoperit pe 25 septembrie 1989 la Observatorul Oak Ridge din Harvard, Massachusetts. Asteroidul prezintă o orbită caracterizată de o semiaxă mare de 2,27 ua, o excentricitate de 0,17 și o înclinație de 1,6° în raport cu ecliptica.